# Herb Sannik
Herb Sannik – jeden z symboli miasta i gminy Sanniki, ustanowiony 23 sierpnia 2001.

## Wygląd i symbolika
Herb przedstawia na tarczy koloru zielonego srebrny dach kościoła ze złotym krzyżem i dwiema srebrno-złotymi wieżyczkami (nawiązanie do herbu Osmolina), a pod nim złotą harfę (Fryderyk Chopin, którego symbolizuje, wielokrotnie przebywał w Sannikach) i dwa złote kłosy zboża, symbol rolnictwa gminy.